# Anthrenus nipponensis
Anthrenus nipponensis là một loài bọ cánh cứng trong họ Dermestidae. Loài này được Kalík & Ohbayashi miêu tả khoa học năm 1985.